# Encarsia intermedia
Encarsia intermedia är en stekelart som först beskrevs av Charles Ferrière 1961.  Encarsia intermedia ingår i släktet Encarsia, och familjen växtlussteklar. Arten är reproducerande i Sverige.